# Iglesia de Cristo (Windhoek)
La Iglesia de Cristo (en alemán: Christuskirche) es un hito histórico y una iglesia luterana en la ciudad de Windhoek, la capital del país africano de Namibia.
Tras el fin de las guerras entre los alemanes y las tribus de los Khoikhoi, herero y Ovambo en 1907, la ceremonia de inauguración se llevó a cabo el 16 de octubre de 1910, cuando la iglesia fue oficialmente abierta y dedicada como la "Iglesia de la Paz". Esta iglesia luterana fue construida en estilo neogótico con elementos modernistas, y se encuentra en el centro histórico de Windhoek.

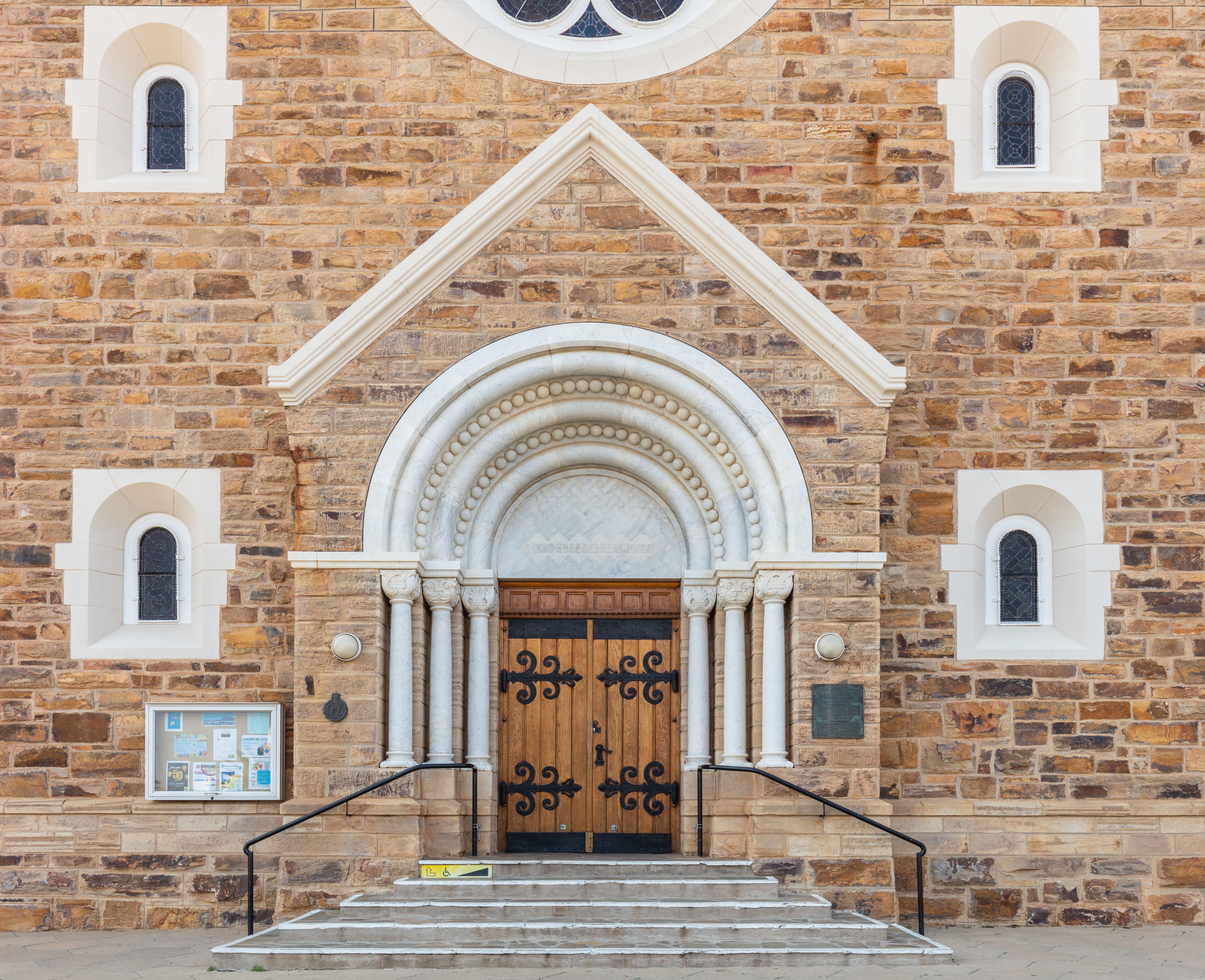
Detalle de la entrada.